# Нижнежировский
Нижнежировский — хутор в Зимовниковском районе Ростовской области.
Входит в состав Верхнесеребряковского сельского поселения.

## География
На хуторе имеется одна улица: Нижнежировская.

## Население
| 2010 |
| ---- |
| 75   |